# Api Rose (Creuse)
Api Rose ó Creuse es el nombre de una variedad cultivar de manzano (Malus domestica). 
Un híbrido de manzana que es una de las variaciones surgidas a lo largo de generaciones de cultivo de la antigua variedad 'Api'.

## Sinonimia
- "Api ordinaire",
- "Api fin",
- "Apy rouge",
- "Petit-Api rose",
- "Petit-Api rouge",
- "Petit-Apis",
- "Creuse".

## Historia
La variedad de manzana 'Api Rose' es una de las numerosas variaciones de la variedad antigua 'Api' ya cultivada en la Grecia clásica y en la Roma imperial que a través de generaciones de sucesivos cultivos han desarrollado una variabilidad tanto de fenotipo como caracteres organolépticos demostrando la teoría de la variabilidad en las plantas bajo domesticación en cultivo «The Variation of Animals and Plants under Domestication» de Charles Darwin.
'Api Rose' durante el siglo XIX fue cultivada intensivamente en los alrededores de París.
'Api Rose' está cultivada en diversos bancos de germoplasma de cultivos vivos tales como en National Fruit Collection (Colección Nacional de Fruta) de Reino Unido con el número de accesión: 1948-223 y nombre de accesión: Api Rose (Creuse).

## Características
'Api Rose' es un árbol de un vigor moderado, portador de espuelas erguidas y extendidas. Produce abundantes cosechas anualmente. Resistente. Tiene un tiempo de floración que comienza a partir del 19 de mayo con el 10% de floración, para el 24 de mayo tiene una floración completa (80%), y para el 31 de mayo tiene un 90% caída de pétalos.
'Api Rose' tiene una talla de fruto de pequeño a medio con altura promedio de 40.50mm y anchura promedio de 49.00mm; forma amplio globoso cónico; con nervaduras muy débiles, y corona débil; epidermis tiende a ser gruesa, lisa y brillante, con color de fondo es verde pálido madurando a amarillo con un rubor de rojo en la cara expuesta al sol, con un sobre color lavado de rojo, importancia del sobre color medio, y patrón del sobre color rayado, algunas redes de ruginoso-"russeting", especialmente alrededor de la cavidad del tallo, ruginoso-"russeting" (pardeamiento áspero superficial que presentan algunas variedades) bajo; cáliz es grande y ligeramente abierto, asentado en una cuenca poco profunda y que a menudo muestra una leve nervadura; pedúnculo es corto y medio, colocado en una cavidad ancha y profunda con ruginoso-"russeting"; carne verdosa, tierna, crujiente y de grano fino, sabor muy jugoso, dulce, ligeramente ácido lo que le da un sabor picante.
Su tiempo de recogida de cosecha se inicia a mediados de octubre. Se mantiene bien hasta cuatro meses en cámara frigorífica.

## Usos
Una excelente manzana para comer en postre de mesa.

## Ploidismo
Diploide, auto estéril. Grupo de polinización: G, Día 24.